# Wolfgang Krull
Wolfgang Krull (Baden-Baden, 16 agosto 1899 – Bonn, 12 aprile 1971) è stato un matematico tedesco che ha lasciato importanti contributi nel campo dell'algebra commutativa.
Dopo aver studiato all'Università di Friburgo e a quella di Gottinga (dove fu allievo di Felix Klein e di Emmy Noether), fu nominato professore prima a Friburgo e poi (nel 1928) ad Erlangen, dove lavorò nei successivi dieci anni, che furono i più produttivi della sua vita. Nel 1939 si trasferì a Bonn, dove insegnò per il resto della sua vita.
Il centro delle sue ricerche fu l'algebra e, in particolare, l'algebra commutativa. Nel 1925 dimostrò il teorema di Krull-Schmidt su gruppi abeliani di operatori; in seguito introdusse quella che oggi è chiamata topologia di Krull per trattare la teoria di Galois nel caso di estensioni infinite. Nel 1928 introdusse la dimensione di Krull di anelli commutativi, e nel 1938 la nozione di anello locale.